# Mezz Mezzrow
Mezz Mezzrow, geboren als Milton Mesirow, (Chicago, 9 november 1899 – Parijs, 5 augustus 1972) was een Amerikaanse jazzmuzikant (klarinet, saxofoon).

## Carrière
Mezzrow had een door moeilijke sociale omstandigheden getekende kindertijd en jeugd, die hem in 1917 achter tralies bracht. Daar leerde hij van enkele medegevangenen klarinet spelen. In het Chicago van de jaren twintig speelde hij als lid van het blanke jazzcircuit in de band Austin High School Gang, was hij soms lid van de Chicago Rhythm Kings en nam hij platen op met de Jungle Kings. In 1927 ging Mezzrow naar New York en trad daar op met Eddie Condon. In 1929 verbleef hij een korte tijd in Parijs, waar hij Hugues Panassié leerde kennen. Tijdens de jaren dertig maakte hij opnamen met zijn eigen band The Disciples of Swing en anderen voor Swing Records en nam met Tommy Ladnier zijn compositie Really the Blues op. Zijn opname Weary Blues met Sidney Bechet en Cousin Joe is beroemd. Van 1945 tot 1947 leidde hij zijn eigen platenuitgeverij King Jazz, waarbij onder andere opnamen verschenen van Sidney Bechet. Naast zijn muzikale carrière en zijn inzet voor de rechten van de niet-blanken in de Verenigde Staten was hij tijdens de jaren veertig bekend als marihuana-leverancier.
In 1948 emigreerde Mezzrow naar Frankrijk, waar hij in 1949 optrad tijdens het jazzfestival in Nice. Vanuit zijn verblijfplaats in Parijs ondernam hij veel tournees door Frankrijk, veelvuldig met muzikanten, die Europa bezochten. Hij nam in Frankrijk platen op, onder andere met Lee Collins en Buck Clayton. Mezzrows klarinetstijl werd als aards en intensief beschreven.
Mezzrows label King Jazz bestond van 1945 tot 1947. Op dit label werden opnamen van Mezzrow zelf uitgebracht, die hij tussen juli 1945 en december 1947 in verschillende bezettingen had opgenomen met Sammy Price (alias Jimmy Blythe jr.), Cousin Joe (alias Pleasant Joe), Pops Foster, Baby Dodds, Hot Lips Page (alias Papa Snowhite), Sidney Bechet, Fritz Weston, Wesley Wilson, Wellman Braud, Sid Catlett, Kaiser Marshall, Douglas Daniels en Coot Grant. De opnamen werden bij het Deense label Storyville Records opnieuw uitgebracht. Mezzrow trachtte met het label en eigen commercialisering via een eigen platenzaak, iets ten aanzien van de jonge muzikanten van het jazzcircuit goed te maken, die volgens zijn zienswijze niet het juiste gevoel voor jazz zouden hebben.

## Autobiografie
In 1946 schreef Mezzrow, samen met de schrijver Bernard Wolfe als co-auteur, de autobiografie Really the Blues, die geldt als uitstekende karakterschets van de milieus van Chicago en New York tijdens de drooglegging en de economische crisis van de jaren dertig.

## Discografie
- Sidney Bechet & Mezz Mezzrow: The King Jazz Records Story (Storyville Records)

- Biblioteca Nacional de España: XX1031202
- Bibliothèque nationale de France: cb13897470s (data)
- Gemeinsame Normdatei: 118811665
- International Standard Name Identifier: 0000 0003 6849 5356
- Library of Congress Control Number: n86033196
- Nationale Bibliotheek van Letland: 000268155
- MusicBrainz: a3aea435-d1fb-45ca-b38d-411335d4717f
- Nationale Bibliotheek van Tsjechië: jo2004244441
- Nationale Bibliotheek van Israël: 987007280856105171
- Nationale Bibliotheek van Polen: a0000003511731
- Nederlandse Thesaurus van Auteursnamen: 071252401
- Istituto Centrale per il Catalogo Unico: RAVV045098
- LIBRIS: 210575
- SNAC: w64j11t4
- Système universitaire de documentation: 03316360X
- Virtual International Authority File: 34643931
- WorldCat: E39PBJqQvt9HPtF9XpjQB39kXd